# Circuit Paul Ricard

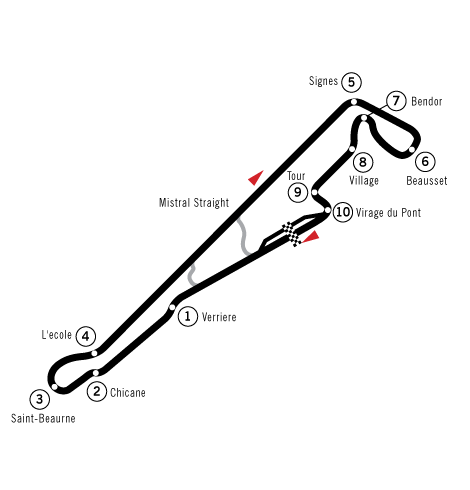
Die 1970 eröffnete 5,81 km lange Strecke (später hinzugefügte Teile sind grau gezeichnet)

Der Circuit Paul Ricard ist eine 1970 fertiggestellte Motorsport-Rennstrecke nahe der südfranzösischen Ortschaft Le Castellet im Département Var; etwa 20 Kilometer entfernt von Bandol an der Côte d’Azur. Die Anlage bildet mit dem in unmittelbarer Nähe gelegenen Aéroport International du Castellet eine komplexe Einheit und ist in Motorsportkreisen als Le Castellet bekannt, weil sie auf dem Gebiet der gleichnamigen Gemeinde liegt. Der offizielle Name der Renn-, Test- und Versuchsstrecke ist aber seit Februar 2001 Paul Ricard High Tech Test Track (kurz Paul Ricard HTTT).
Der Kurs galt anfangs wegen seiner damals noch nicht üblichen Auslaufzonen als sicherheitstechnische Pionierleistung und Vorreiter der später so genannten „Retortenstrecken“. Das FIA-„Institut für Motorsport-Sicherheit“ verlieh der Anlage 2006 wegen ihrer vorbildlichen Sicherheitskonzeption als erstem Preisträger den FIA Institute Centre of Excellence Award.

## Geschichte
Die Grundlagen zum Bau dieser im Uhrzeigersinn zu fahrenden Rennstrecke waren 1962 der Kauf von rund 1.000 Hektar Land auf einer Hochebene zwischen Toulon und Marseille und der Bau des größten Privatflugplatzes der Provence durch den französischen Pastis-Produzenten Paul Ricard. Dieser ließ vom Juni 1969 bis April 1970 neben dem Flugplatz eine 5,81 km lange Rennstrecke bauen, die am 19. April 1970 mit einem Sportwagenrennen der 2-Liter-Klasse eröffnet und zuerst vor allem für Motorrad-Rennen genutzt wurde. Zwischen 1971 und 1990 gastierte hier die Formel 1 zum Großen Preis von Frankreich, zum Teil im Wechsel mit dem Circuit de Dijon-Prenois und Charade. Ab 1991 fanden diese Formel-1-Rennen aber nur noch in Magny-Cours statt. Der Circuit Paul Ricard blieb allerdings weiterhin Gastgeber für bedeutende Motorsport-Ereignisse wie den Motorrad-Langstrecken-Klassiker Bol d’Or (ab 1978 bis 1999), den französischen Läufen zur Motorrad-Weltmeisterschaft (ab 1972 im Wechsel mit Le Mans, Charade und Nogaro) oder die FIA-Truck-Racing-Europameisterschaft.

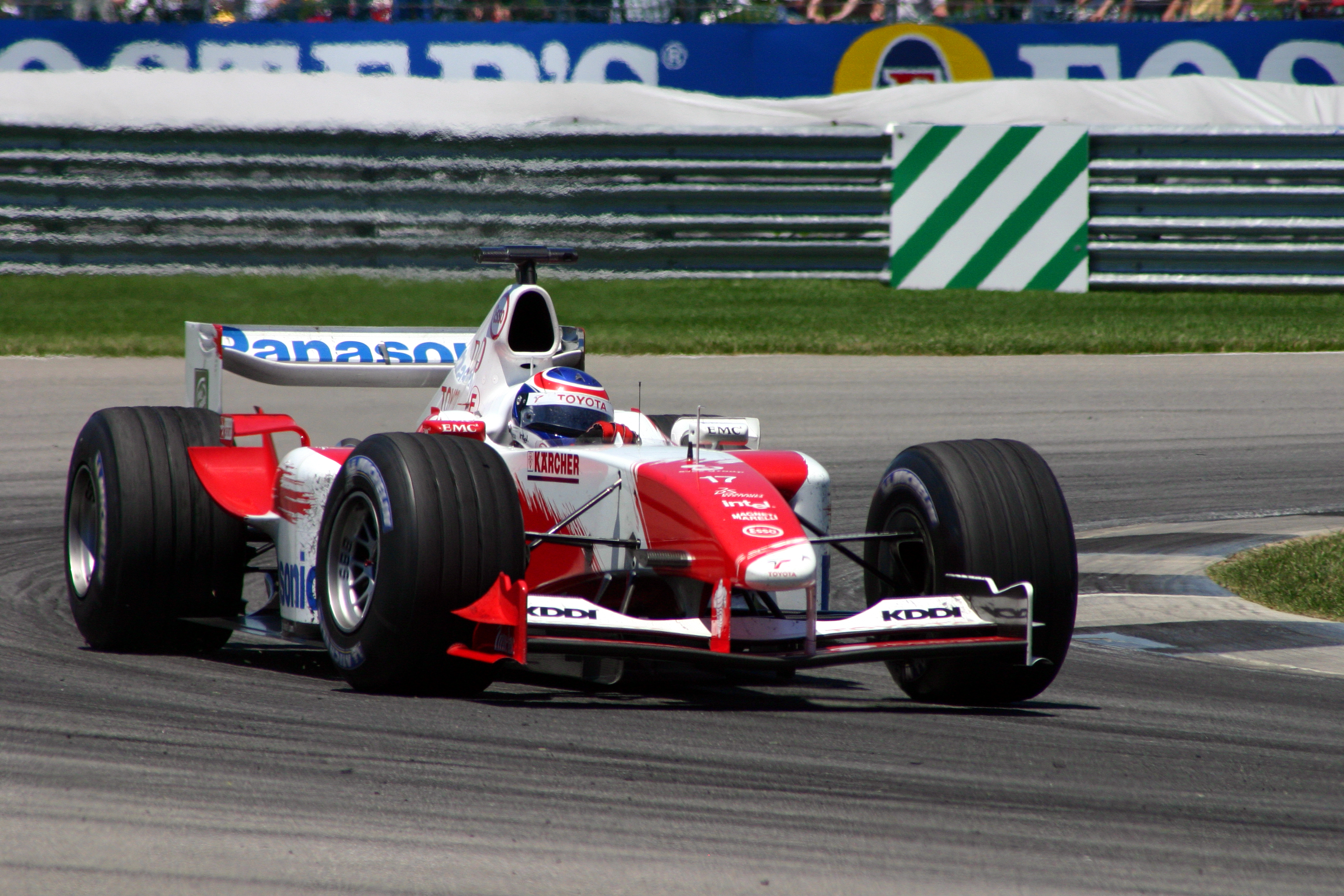
Das Toyota-Formel-1-Team nutzte den Kurs als „Heimteststrecke“

Nach dem Ende der Formel-1-Ära auf dieser Strecke unterblieben jedoch größere Investitionen, wie schon nach 1972 beim Flugplatz Aéroport du Castellet. Im November 1997 starb der Eigentümer und Namensgeber Paul Ricard.
Im Mai 1999 verkauften die Erben das gesamte Areal für rund 11 Millionen US-Dollar an die französische Firma Excelis S.A., die zur Familien-Stiftung APM 1 des Formel-1-Promotors Bernie Ecclestone gehört. Geschäftsführer dieser Firma ist Philippe Gurdjian, der schon einige der Formel-1-Rennen auf der Strecke organisiert hatte. Gurdjian fungiert seither im Sinne von Ecclestone als Direktor der Rennstrecke, des Flughafens und der nahegelegenen Hotelanlage Hôtel du Castellet. Nach dem Kauf wurden erhebliche Investitionen in all diesen Bereichen getätigt; einschließlich eines tiefgreifenden Umbaus der Rennstrecke in eine Teststrecke. In diesem Zusammenhang wurde ein Vertrag mit dem neu gegründeten Toyota-Formel-1-Team geschlossen, der den Bau eines eigenen Testzentrums auf dem Gelände einschloss. Ab Oktober 2001 nutzte Toyota die neue Anlage, ab Februar 2002 konnte sie auch von weiteren Teams befahren werden und ist seitdem vor allem in der Winterpause beliebtes Testgelände für die Teilnehmer der 24-Stunden-Rennen von Le Mans. Bis August 2006 war die umgebaute Strecke nicht für Zuschauer zugelassen; am 19. und 20. August gab es dort nach rund sieben Jahren wieder eine öffentliche Rennveranstaltung zur FIA-GT-Meisterschaft; allerdings mit nur 1.000 Eintrittskarten oder Fahrerlager-Pässen. Befahren wurde eine 5,791 km lange Streckenvariante.
In der Saison 2018 wurde auf dem Circuit Paul Ricard erstmals seit 1990 wieder ein Formel-1-Rennen ausgetragen; damit fand auch zum ersten Mal seit 2008 wieder ein Großer Preis von Frankreich statt. 2020 wurde der Große Preis von Frankreich im April aufgrund der COVID-19-Pandemie von den Veranstaltern abgesagt. Im August 2022 wurde bekannt, dass der auslaufende Vertrag nicht verlängert werde. Damit findet ab 2023 kein Formel-1-Grand-Prix mehr auf dem Circuit Paul Ricard statt.

## Besonderheiten

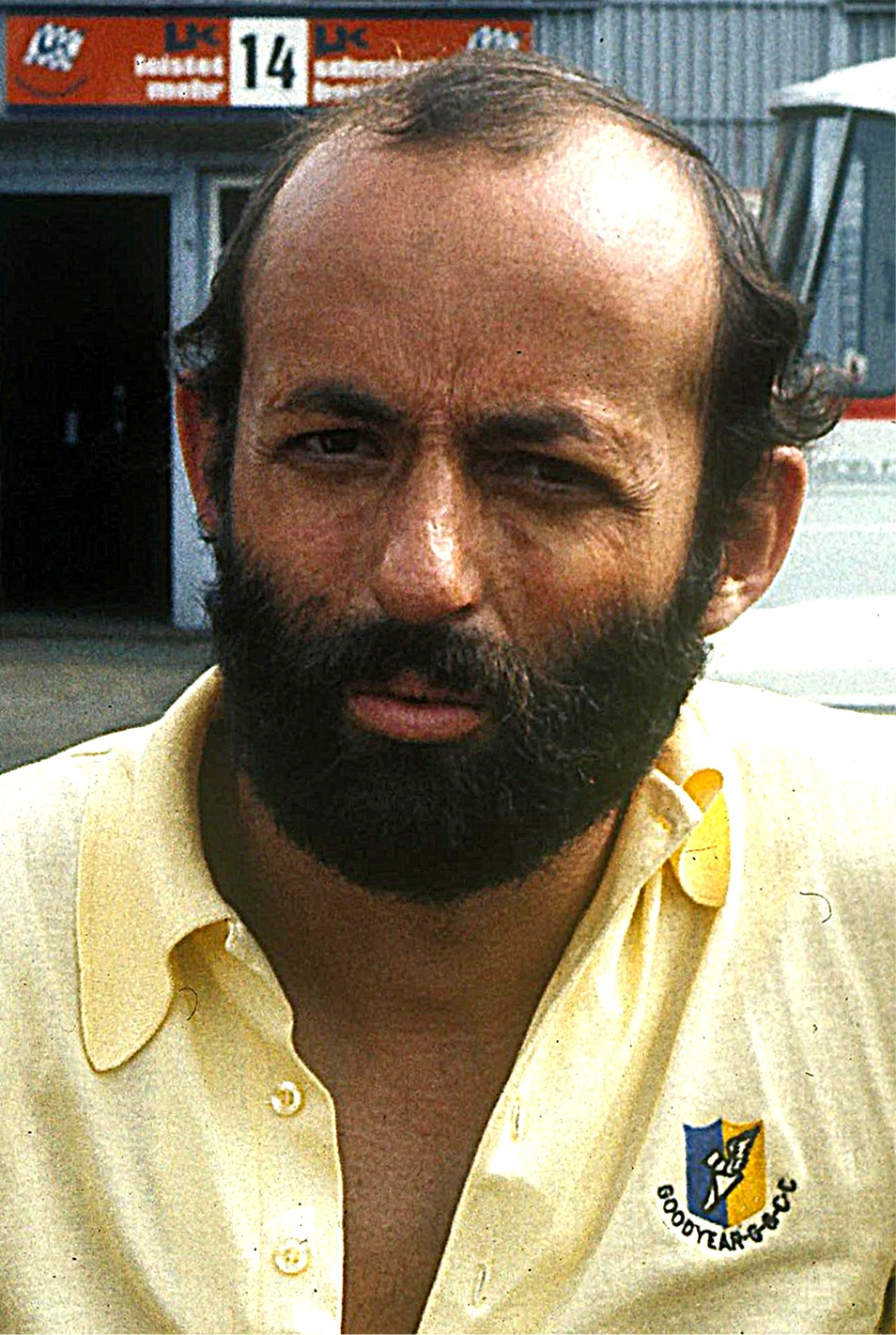
Henri Pescarolo war einer der Planer des Circuit Paul Ricard

Der Circuit Paul Ricard wurde unter Mithilfe der Rennfahrer Henri Pescarolo und Jean-Pierre Beltoise in nur zehn Monaten entworfen und gebaut und beeindruckte in seiner ursprünglichen Form vor allem durch seine ungewöhnlich lange Mistral-Gerade (rund 1,6 km). Ähnliches hatten bis dahin nur die Rennstrecken von Le Mans (mit der Hunaudières-Geraden) und Reims zu bieten, die allerdings außerhalb der Rennveranstaltungen öffentliche Land- oder Nationalstraßen waren. Deshalb war und ist Paul Ricard eine beliebte Teststrecke für die Teilnehmer des 24-Stunden-Rennens von Le Mans. Die leichte Rechtskurve am Ende der Geraden kann als „Mutkurve“ mit Vollgas durchfahren werden und heißt Signes nach dem nahegelegenen zeitweiligen Wohnort des Streckenerbauers Paul Ricard. Bei der Eröffnung 1970 galt die Anlage als neuer Maßstab für Rennstreckenführung und -sicherheit, mit damals noch seltenen Curbs (teilweise vierfarbig lackiert in blau, weiß, rot und gelb) und großen Kies-Auslaufzonen.
Im Lauf der Jahre und mit steigender Geschwindigkeit der Rennfahrzeuge zeigten sich aber die Grenzen dieser Sicherheitsmaßnahmen: Am 14. Mai 1986 verunglückte der Brabham-BMW-Pilot Elio de Angelis bei Testfahrten auf dem Circuit Paul Ricard. Der Unfall ereignete sich in einem schnellen Streckenteil im Bereich der Kurvenkombination Esses de la Verrerie, nachdem ein Heckflügel des Brabham BT55 abgebrochen war. De Angelis erlag tags darauf in einem Krankenhaus in Marseille seinen schweren Verletzungen. Danach wurde dieser Teil der Strecke nicht mehr benutzt; ein neues Verbindungsstück verkürzte die Mistral-Gerade auf rund einen Kilometer und die Gesamtstreckenlänge des dann sogenannten Grand-Prix-Kurses auf 3,813 km. Bereits am 6. Juli 1986 wurde das neue Strecken-Layout beim Großen Preis von Frankreich der Formel 1 gefahren.
Auch in den folgenden Jahren profilierte sich die Strecke dennoch weiterhin unter anderem als Übungsfeld für den Rennfahrer-Nachwuchs. Die Winfield Racing Schools bildeten hier spätere Champions aus wie Patrick Tambay, Didier Pironi, Alain Prost, Jean Alesi und Olivier Panis. Zeitweilig waren hier auch die Teams von Larrousse (Formel 1) und Oreca (Formel 3000) zu Hause. Der Rundenrekord lag vor dem aktuellen Umbau bei 1:08,012 Minuten (Durchschnittsgeschwindigkeit 201,829 km/h), 1990 gefahren von Nigel Mansell im Formel-1-Ferrari 641.

## Der neue Kurs
Der Umbau nach dem Besitzerwechsel und der Jahrtausendwende soll nach Angaben der Betreiber zeitweise über 1200 Menschen vom Ingenieur bis zum Bauarbeiter beschäftigt haben. Die neue Anlage bezieht den vor 1986 benutzten Streckenteil wieder mit ein; durch fakultativ zu befahrende neue Schikanen und Verbindungsstücke sollen jetzt rund 180 Streckenvarianten möglich sein, um völlig unterschiedliche Bedingungen zu testen und trainieren zu können. Die Streckenlänge kann zwischen 6,105 km und 826 Meter variiert werden, die Breite beträgt zwischen zehn und zwölf Meter und es stehen insgesamt 15 Rechts- und zehn Linkskurven zur Verfügung. Die neuen Streckenbetreiber ließen auf insgesamt 25 Hektar Auslaufzonen ein unter anderem vom deutschen Architekten Hermann Tilke geplantes, ausgeklügeltes System von aufeinander folgenden Asphaltstreifen bauen. Diese haben unter anderem durch die Beimischung von Wolfram in der Deckschicht unterschiedliche hohe Reibwerte, die größtenteils weit über denen der eigentlichen Fahrbahn liegen. Damit können sie auch Formel-1-Rennwagen aus hohen Geschwindigkeiten zuverlässig abbremsen, ohne dass es zu Beschädigungen am Fahrzeug oder zu Verletzungen des Fahrers kommt. Dies spart den dort testenden Teams Kosten und Zeit, die sie sonst für Bergung und Reparatur von verunfallten Autos brauchen würden. Die Asphaltstreifen sind auch farblich voneinander abgegrenzt, so dass zusammen mit den rot-weiß lackierten Curbs ein unverwechselbares Streckenbild entsteht. Die Preise für die Streckenmiete (auch für Club-Veranstaltungen) sind die höchsten Europas und liegen um bis zu 100 Prozent über den Tarifen für andere internationale Rennstrecken.

## Statistik

### Alle Sieger von Formel-1-Rennen in Le Castellet
| Nr. | Jahr | Fahrer                                  | Konstrukteur                            | Motor                                   | Reifen                                  | Zeit                                    | Streckenlänge                           | Runden                                  | Ø-Tempo                                 | Datum                                   | GP von     |
| --- | ---- | --------------------------------------- | --------------------------------------- | --------------------------------------- | --------------------------------------- | --------------------------------------- | --------------------------------------- | --------------------------------------- | --------------------------------------- | --------------------------------------- | ---------- |
| 1   | 1971 | Jackie Stewart                          | Tyrrell                                 | Ford                                    | G                                       | 1:46:41,680 h                           | 5,810 km                                | 55                                      | 179,700 km/h                            | 4. Juli                                 | Frankreich |
|     |      |                                         |                                         |                                         |                                         |                                         |                                         |                                         |                                         |                                         | Frankreich |
| 2   | 1973 | Ronnie Peterson                         | Lotus                                   | Ford                                    | G                                       | 1:41:36,520 h                           | 5,810 km                                | 54                                      | 185,264 km/h                            | 1. Juli                                 | Frankreich |
|     |      |                                         |                                         |                                         |                                         |                                         |                                         |                                         |                                         |                                         | Frankreich |
| 3   | 1975 | Niki Lauda                              | Ferrari                                 | Ferrari                                 | G                                       | 1:40:18,840 h                           | 5,810 km                                | 54                                      | 187,655 km/h                            | 6. Juli                                 | Frankreich |
| 4   | 1976 | James Hunt                              | McLaren                                 | Ford                                    | G                                       | 1:40:58,600 h                           | 5,810 km                                | 54                                      | 186,423 km/h                            | 4. Juli                                 | Frankreich |
|     |      |                                         |                                         |                                         |                                         |                                         |                                         |                                         |                                         |                                         | Frankreich |
| 5   | 1978 | Mario Andretti                          | Lotus                                   | Ford                                    | G                                       | 1:38:51,920 h                           | 5,810 km                                | 54                                      | 190,404 km/h                            | 2. Juli                                 | Frankreich |
|     |      |                                         |                                         |                                         |                                         |                                         |                                         |                                         |                                         |                                         | Frankreich |
| 6   | 1980 | Alan Jones                              | Williams                                | Ford                                    | G                                       | 1:32:43,420 h                           | 5,810 km                                | 54                                      | 203,016 km/h                            | 29. Juni                                | Frankreich |
|     |      |                                         |                                         |                                         |                                         |                                         |                                         |                                         |                                         |                                         | Frankreich |
| 7   | 1982 | René Arnoux                             | Renault                                 | Renault                                 | M                                       | 1:33:33,217 h                           | 5,810 km                                | 54                                      | 201,215 km/h                            | 25. Juli                                | Frankreich |
| 8   | 1983 | Alain Prost                             | Renault                                 | Renault                                 | M                                       | 1:34:13,913 h                           | 5,810 km                                | 54                                      | 199,767 km/h                            | 17. April                               | Frankreich |
|     |      |                                         |                                         |                                         |                                         |                                         |                                         |                                         |                                         |                                         | Frankreich |
| 9   | 1985 | Nelson Piquet                           | Brabham                                 | BMW                                     | P                                       | 1:31:46,266 h                           | 5,810 km                                | 53                                      | 201,325 km/h                            | 7. Juli                                 | Frankreich |
| 10  | 1986 | Nigel Mansell                           | Williams                                | Honda                                   | G                                       | 1:37:19,272 h                           | 3,813 km                                | 80                                      | 188,062 km/h                            | 6. Juli                                 | Frankreich |
| 11  | 1987 | Nigel Mansell                           | Williams                                | Honda                                   | G                                       | 1:37:03,839 h                           | 3,813 km                                | 80                                      | 188,560 km/h                            | 5. Juli                                 | Frankreich |
| 12  | 1988 | Alain Prost                             | McLaren                                 | Honda                                   | G                                       | 1:37:37,328 h                           | 3,813 km                                | 80                                      | 187,482 km/h                            | 3. Juli                                 | Frankreich |
| 13  | 1989 | Alain Prost                             | McLaren                                 | Honda                                   | G                                       | 1:38:29,411 h                           | 3,813 km                                | 80                                      | 185,830 km/h                            | 9. Juli                                 | Frankreich |
| 14  | 1990 | Alain Prost                             | Ferrari                                 | Ferrari                                 | G                                       | 1:33:29,606 h                           | 3,813 km                                | 80                                      | 195,761 km/h                            | 8. Juli                                 | Frankreich |
|     |      |                                         |                                         |                                         |                                         |                                         |                                         |                                         |                                         |                                         | Frankreich |
| 15  | 2018 | Lewis Hamilton                          | Mercedes                                | Mercedes                                | P                                       | 1:30:11,385 h                           | 5,842 km                                | 53                                      | 206,026 km/h                            | 24. Juni                                | Frankreich |
| 16  | 2019 | Lewis Hamilton                          | Mercedes                                | Mercedes                                | P                                       | 1:24:31,198 h                           | 5,842 km                                | 53                                      | 219,846 km/h                            | 23. Juni                                | Frankreich |
| –   | 2020 | abgesagt aufgrund der COVID-19-Pandemie | abgesagt aufgrund der COVID-19-Pandemie | abgesagt aufgrund der COVID-19-Pandemie | abgesagt aufgrund der COVID-19-Pandemie | abgesagt aufgrund der COVID-19-Pandemie | abgesagt aufgrund der COVID-19-Pandemie | abgesagt aufgrund der COVID-19-Pandemie | abgesagt aufgrund der COVID-19-Pandemie | abgesagt aufgrund der COVID-19-Pandemie | Frankreich |
| 17  | 2021 | Max Verstappen                          | Red Bull                                | Honda                                   | P                                       | 1:27:25.770 h                           | 5,842 km                                | 53                                      | 212,530 km/h                            | 20. Juni                                | Frankreich |
| 18  | 2022 | Max Verstappen                          | Red Bull                                | RBPT                                    | P                                       | 1:30:02.012 h                           | 5,842 km                                | 53                                      | 206,340 km/h                            | 24. Juli                                | Frankreich |

Rekordsieger
Fahrer: Alain Prost (4) • Fahrernationen: Großbritannien (6) • Konstrukteure: McLaren/Williams (je 3) • Motorenhersteller: Ford/Honda (je 5) • Reifenhersteller: Goodyear (11)